# Strada europea E98
La E98 è una strada europea che collega Topboğazi al confine siriano. Come si evince dalla numerazione, si tratta di una strada intermedia con direzione ovest-est.

## Percorso
La E98 è definita con i seguenti capisaldi di itinerario: "Topboğazi - Kırıkhan - Reyhanlı - Cilvegözü - confine siriano".